# 松木直亮
松木 直亮（まつき なおすけ、1876年11月5日 - 1940年5月22日）は、日本の陸軍軍人。最終階級は陸軍大将。

## 経歴
山口県出身。松木一郎の長男として生れる。周陽学舎、成城学校、陸軍幼年学校を経て、1898年11月、陸軍士官学校（10期）を卒業し、翌年6月、陸軍少尉任官。日露戦争では、歩兵第1連隊中隊長として出征し戦傷を受けた。日露戦争のため中退した陸軍大学校に復校し、1907年11月、陸大（19期）を卒業。
参謀本部員兼乃木希典軍事参議官副官、ドイツ大使館付武官補佐官、陸軍歩兵学校教官、陸軍省軍務局課員、陸大教官、歩兵第78連隊長、陸軍省副官などを経て、1923年8月、陸軍少将に進級。台湾第1守備隊司令官、陸軍兵器本廠付（作戦資材整備会議幹事長）、陸軍省整備局長を歴任し、1927年12月、陸軍中将に進級し、第14師団長などを歴任。1933年12月、陸軍大将に進み待命、翌年1月に予備役編入となった。二・二六事件発生に伴い、1937年2月、東京陸軍軍法会議判士を命ぜられ、磯村年陸軍大将らと公判を担った。

## 年譜
- 1898年（明治31年）11月 - 陸軍士官学校（10期）卒業
- 1899年（明治32年）6月 - 歩兵少尉・歩兵第1連隊付
- 1901年（明治34年）11月 - 歩兵中尉
- 1902年（明治35年）8月 - 陸軍大学校入校
- 1904年（明治37年）2月 - 陸軍大学校中退
  - 3月 - 歩兵第1連隊中隊長
  - 4月 - 日露戦争出征
  - 5月 - 歩兵大尉
  - 8月 - 戦傷を受ける。
- 1906年（明治39年）3月 - 陸軍大学校復校
- 1907年（明治40年）11月 - 陸軍大学校（19期）卒業
  - 12月 - 参謀本部員兼乃木希典軍事参議官副官
- 1909年（明治42年）10月 - 歩兵少佐
- 1910年（明治43年）6月 - ドイツ大使館付武官補佐官
- 1911年（明治44年）10月 - ドイツ駐在
- 1913年（大正2年）7月 - 歩兵第13連隊付
- 1915年（大正4年）8月 - 歩兵中佐・歩兵学校教官
- 1916年（大正5年）4月 - 軍務局課員
- 1917年（大正6年）5月 - 陸軍大学校教官
- 1918年（大正7年）7月 - 歩兵大佐・歩兵第78連隊長
- 1919年（大正8年）1月 - 陸軍省副官
- 1923年（大正12年）8月 - 陸軍少将・台湾第1守備隊司令官
- 1925年（大正14年）5月 - 兵器本廠付（作戦資材整備会議幹事長）
- 1926年（大正15年）10月 - 整備局長
- 1927年（昭和2年）12月 - 陸軍中将
- 1929年（昭和4年）8月 - 第14師団長
- 1933年（昭和8年）8月 - 参謀本部付
  - 12月 - 陸軍大将・待命
- 1934年（昭和9年）1月 - 予備役
- 1937年（昭和12年）2月 - 召集・参謀本部付・東京陸軍軍法会議判士
  - 9月 - 召集解除

## 栄典
位階
- 1902年（明治35年）2月20日 - 従七位[1]
- 1927年（昭和2年）12月28日 - 従四位[2]
- 1930年（昭和5年）1月16日 - 正四位[3]
- 1934年（昭和9年）2月19日 - 正三位[4]
- 1933年（昭和8年）2月1日 - 従三位[5]

勲章等
- 1921年（大正10年）7月1日 - 第一回国勢調査記念章[6]
- 1934年（昭和9年）2月7日 - 勲一等瑞宝章[7]

外国勲章佩用允許
- 1934年（昭和9年）5月9日 - 満州帝国：勲一位景雲章[8]

## 親族
- 妻 松木ツタ 林錬作（陸軍少将）の娘。